# BredaMenarinibus Monocar 221
Le BredaMenarinibus Monocar 221 est un modèle d'autobus urbain fabriqué en Italie par le constructeur BredaMenarinibus, filiale du groupe public Finmeccanica à partir de l'année 1995. Une version articulée sera proposée à partir de 1998, baptisée M 321.
Cet autobus est un véhicule de nouvelle conception et un des premiers au monde à offrir un plancher plat très bas sur toute sa longueur.

## Histoire
L'autobus Monocar 221 a été présenté en 1995 pour remplacer le modèle précédent, le Monocar 220 qui, bien qu'assez récent, présentait l'inconvénient de conserver une la marche au droit de chaque porte pour accéder au véhicule. Sa carrosserie est restée très semblable à son prédécesseur, le Monocar 220.

## La technique
La conception de la structure a permis d'offrir un plancher plat et bas sur les deux tiers  avant du véhicule mais conservait une marche pour accéder à l'arrière. Il serait classé de nos jours comme "semi abaissé". Comme le veut la norme italienne, la caisse est dotée de 3 ou 4 portes doubles sur le côté droit du véhicule pour la version urbaine (NU) et deux portes en version suburbaine (NS)
Lors de sa présentation, le Monocar 221, le premier autobus urbain de l'ère BredaMenarinibus, appartenant au groupe public Finmeccanica, a vu sa motorisation traditionnelle d'origine Fiat-IVECO remplacée par un MAN. La boîte de vitesses automatique était au choix une ZF ou Voith-Diwa.

## Les différents modèles produits

### Monocar 221
- Longueur : 12,00 m
- Versions : Urbain (NU), Suburbain (NS)[1]
- Alimentation : Gasoil, méthane
- Nb portes : 3 ou 4 (NU), 2 (NS) pour l'Italie, ou selon la norme du pays[2].

## BredaMenarinibus Monocar 321
- Longueur : 18 mètres
- Equipement : Urbain (M321U), Suburbain (M321S)[3]
- Portes : 4, 3
- Alimentation : Diesel, Trolleybus

## Trolleybus M 321
Un modèle de trolleybus, directement dérivé du BMB 321 U, équipé d'un équipement électrique de traction Ansaldo et d'un moteur auxiliaire Iveco a été présenté en 1998.
- Longueur : 18,00 m
- Versions : Urbain
- Equipement électrique de traction : moteur Ansaldo de 150 kW avec moteur auxiliaire diesel Iveco de 140 kW
- Nb portes : 4.

Un seul exemplaire prototype sera fabriqué mais jamais mis en service. Il servira de base à la conception du modèle AnsaldoBreda F19, commercialisé en 1999.